# Чопау
Чопау (нім. Zschopau; МФА: [ˈtʃoːpaʊ]) — місто на однойменній річці у Німеччині, у землі Саксонія. Підпорядковане адміністративному округу Хемніц. Входить до складу району Рудні Гори. Підпорядковується об'єднанню громад Чопау.
Площа — 22,88 км2. Населення становить 9024 ос. (станом на 31 грудня 2020).
Офіційний код — 14 5 21 690.
Відомий заводом Motorradwerk Zschopau, що виробляли до 2008 мотоцикли марки MZ.

## Галерея

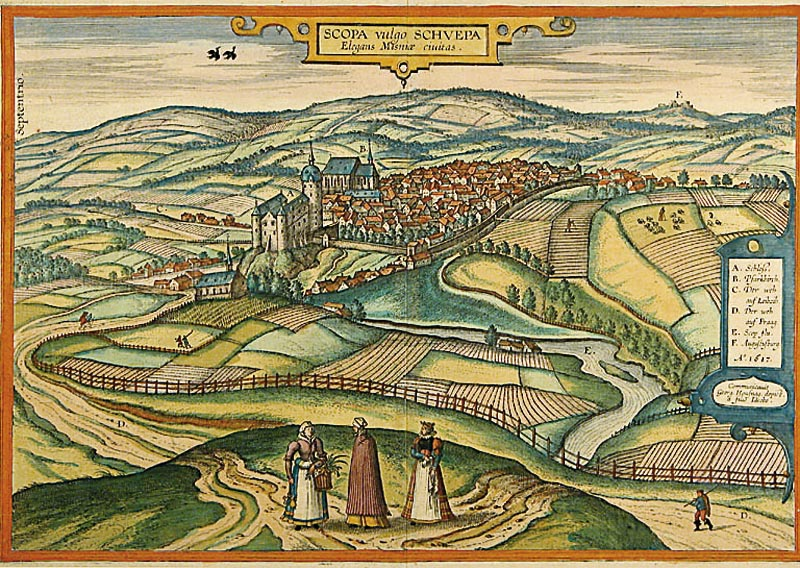
Чопау, початок XVII століття (гравюра Франса Хогенберга)
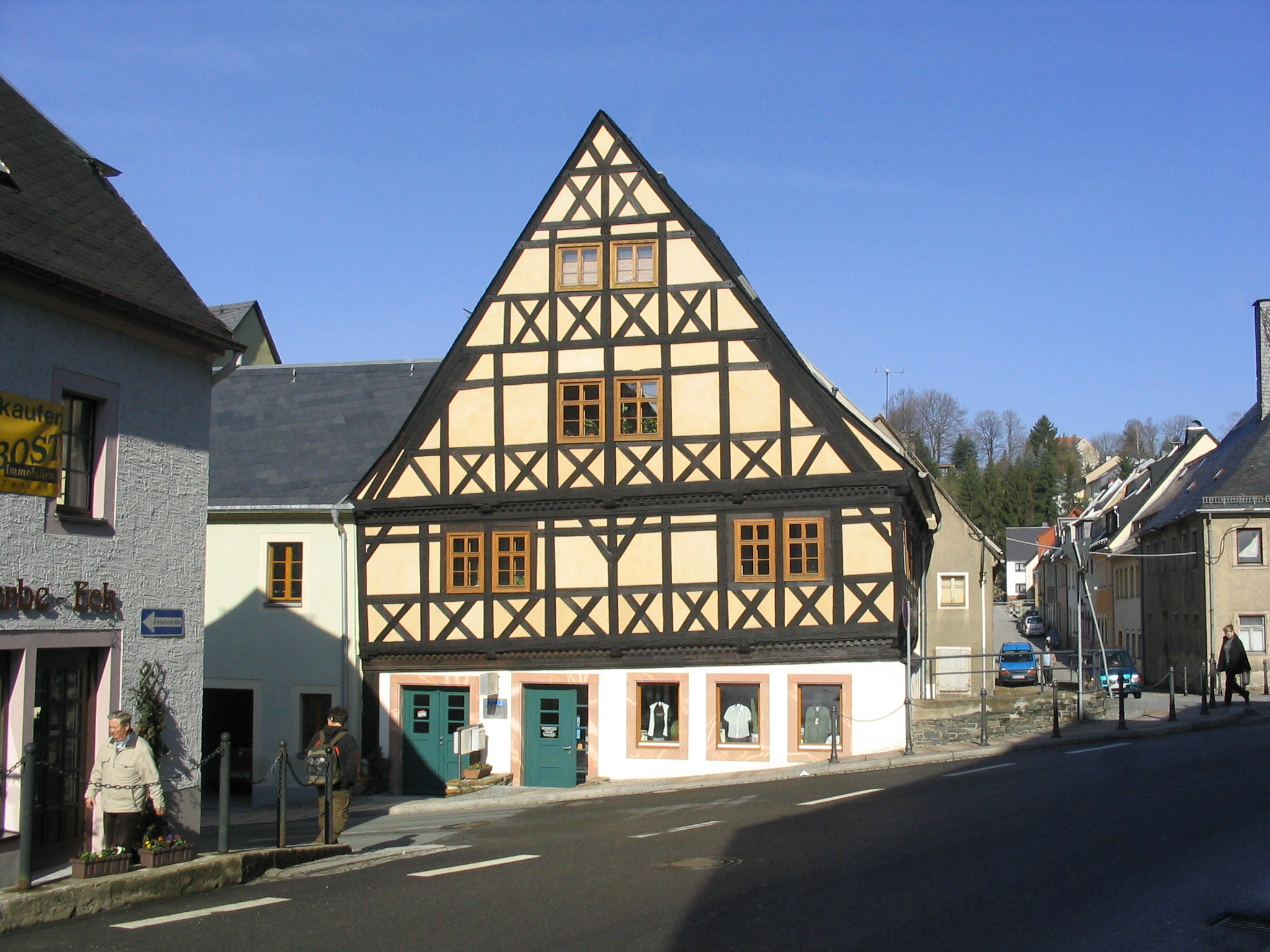
Фахверкхаус на вулиці Лангенштрассе
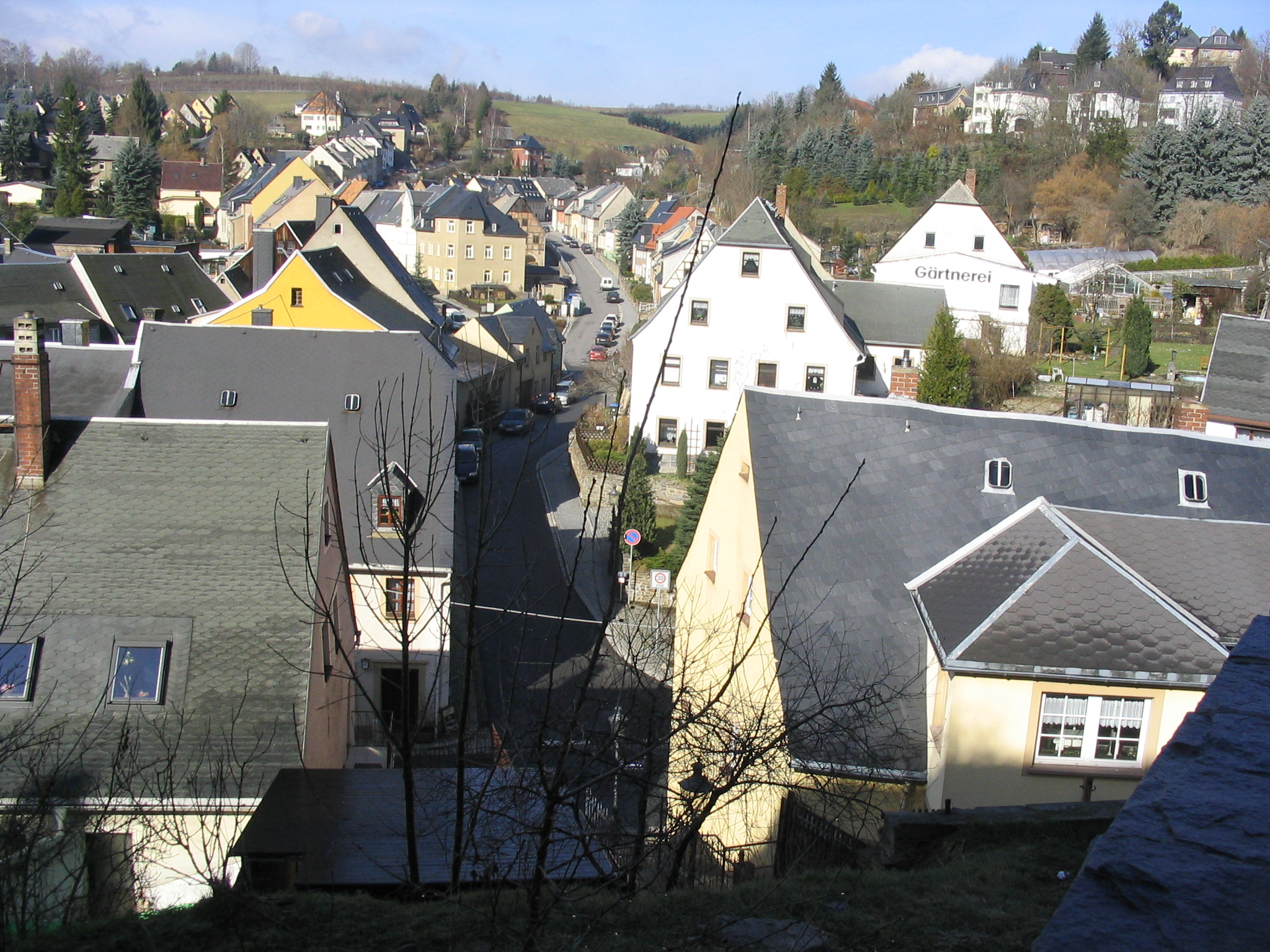
Вид Верхнього Чопау з церковних сходів
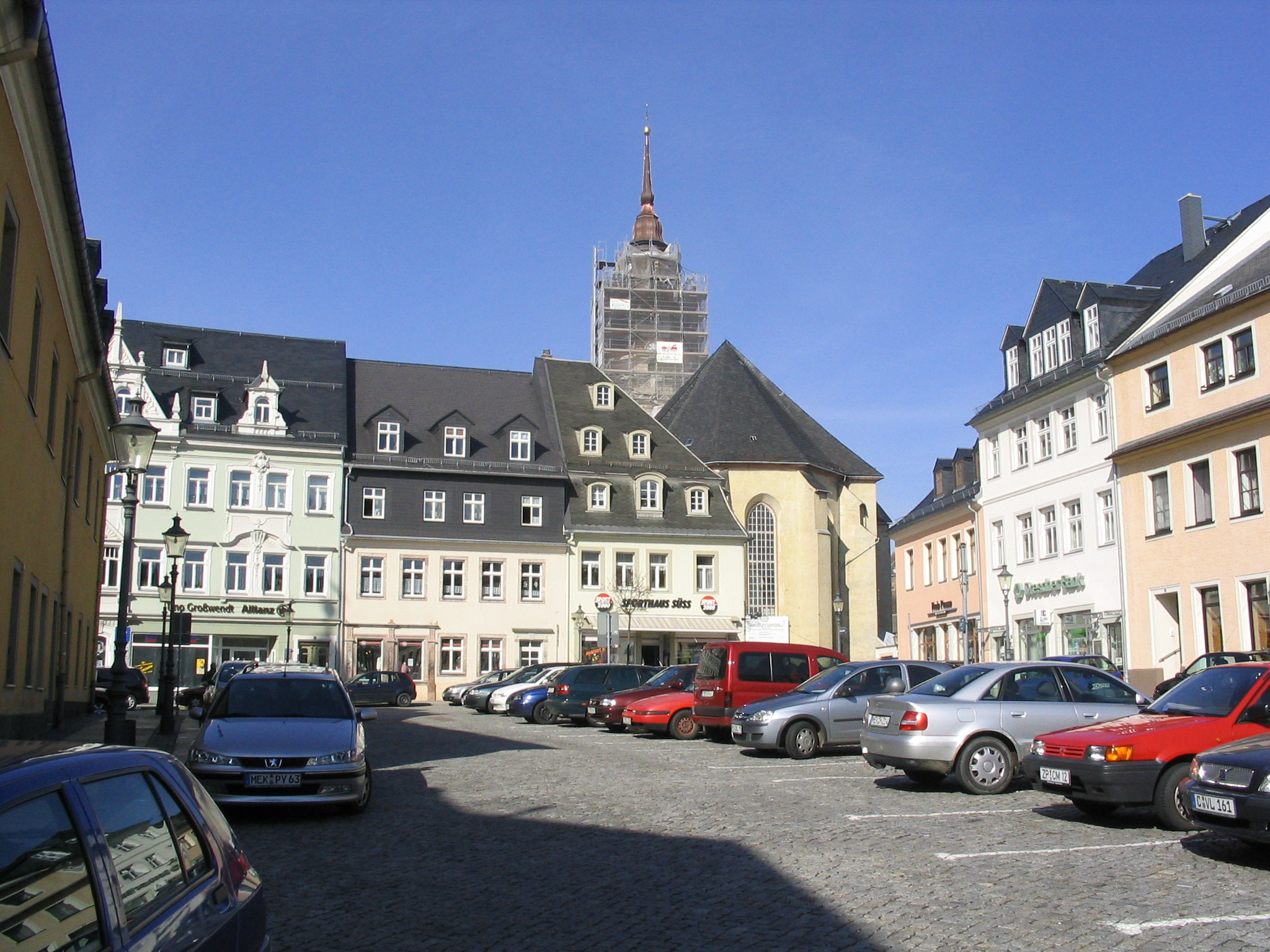
Ринок
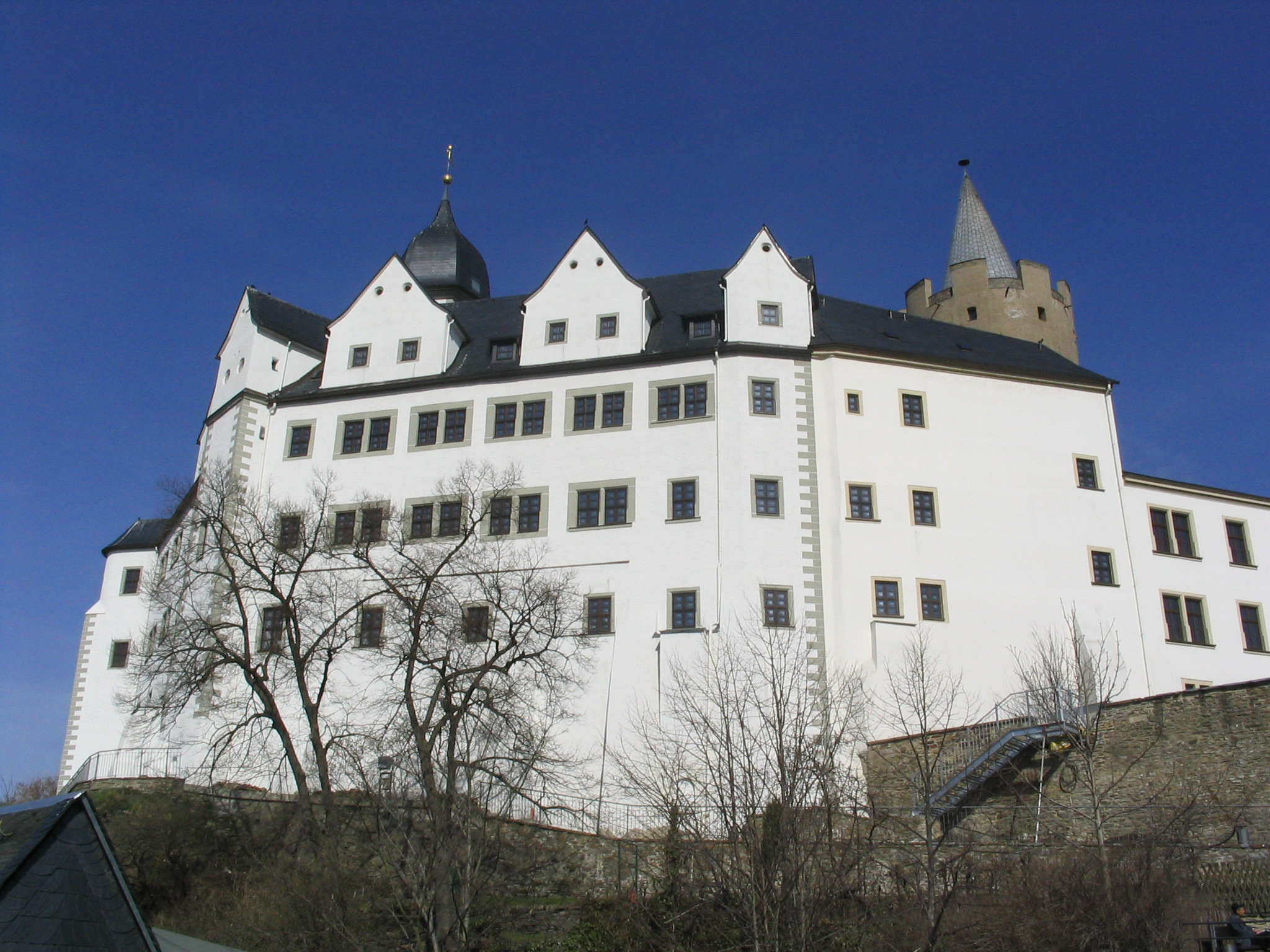
Замок Вільдек
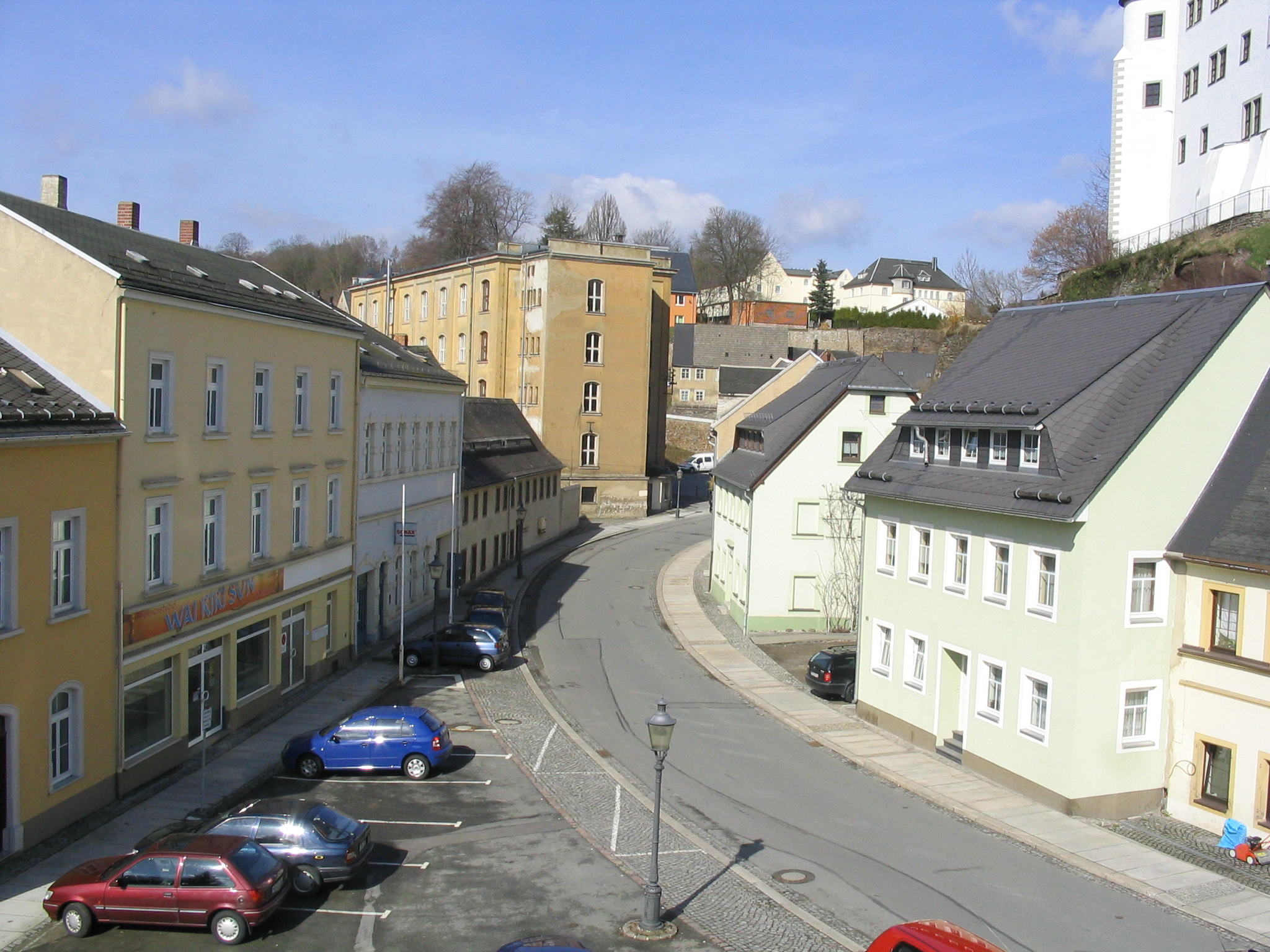
Йоганштрассе
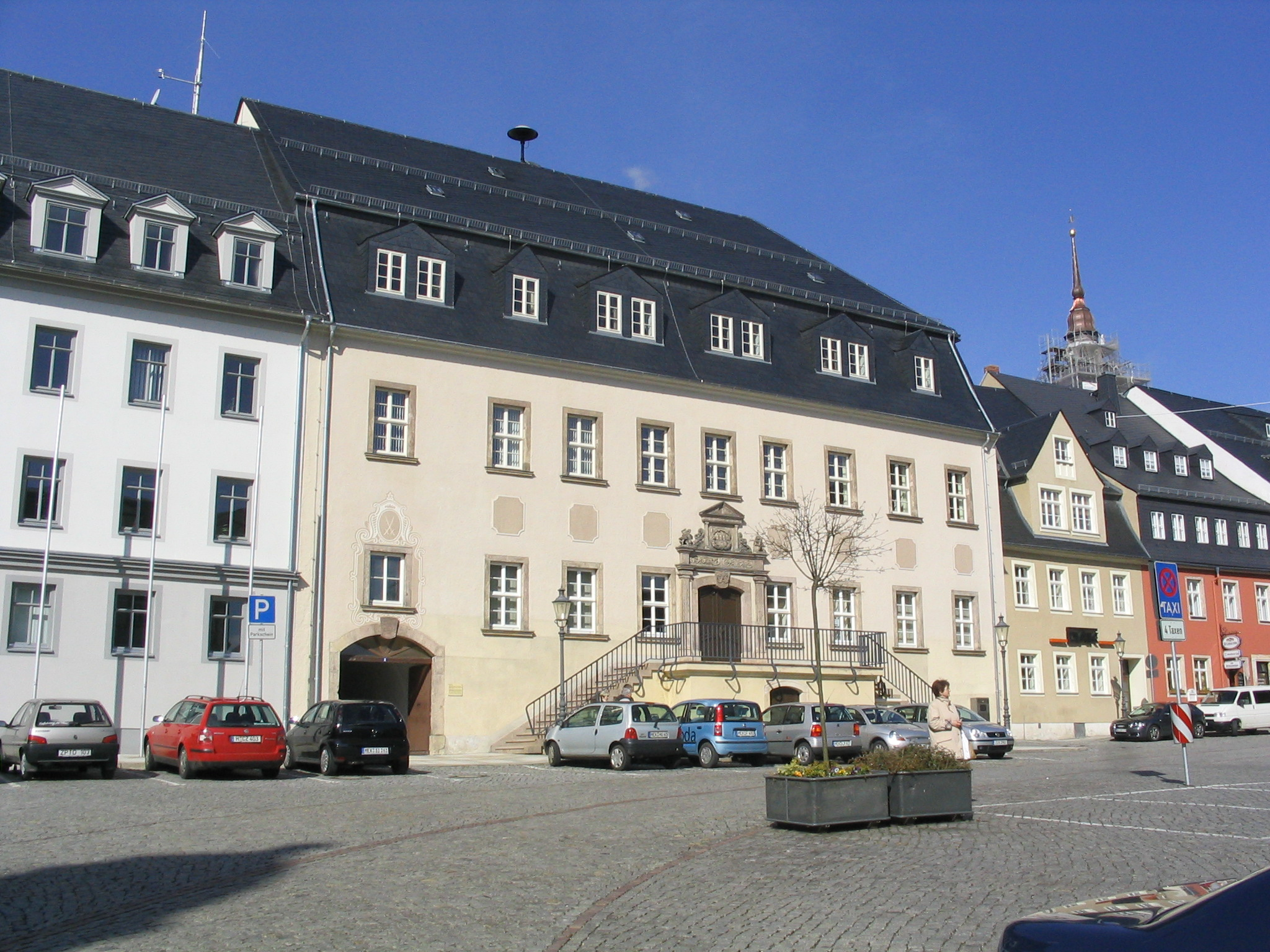
Нова ратуша
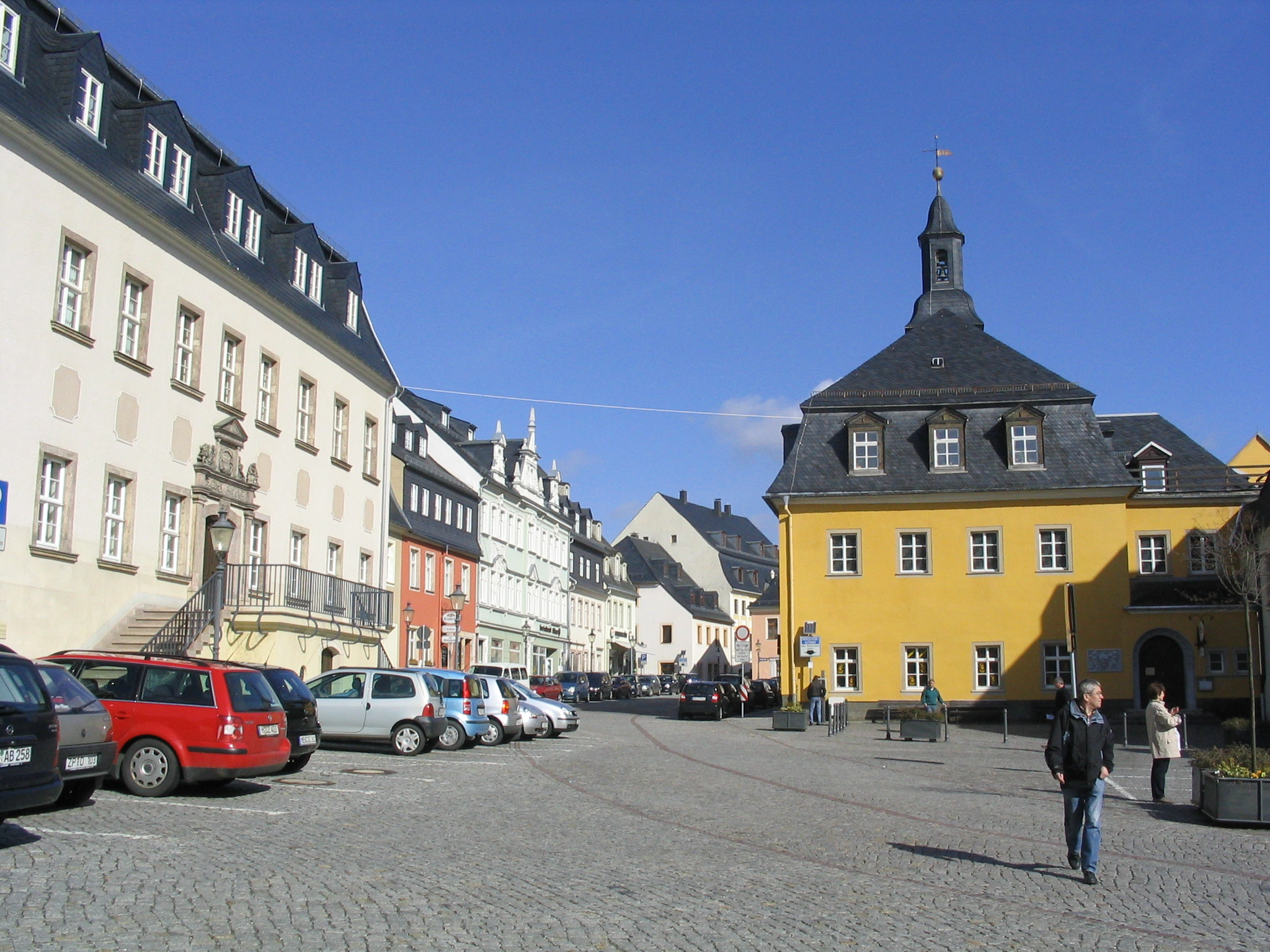
Стара та нова ратуші
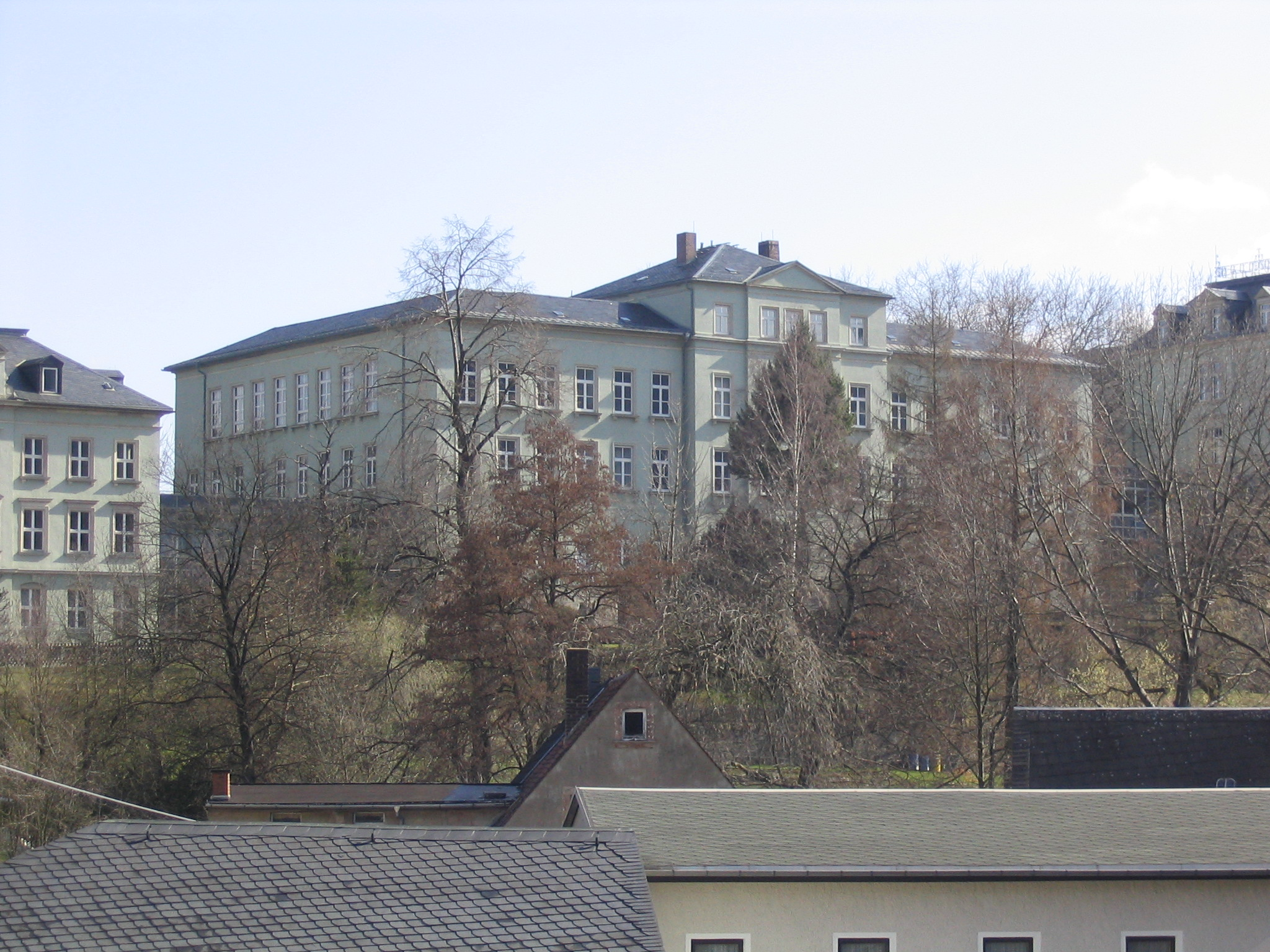
Гімназія
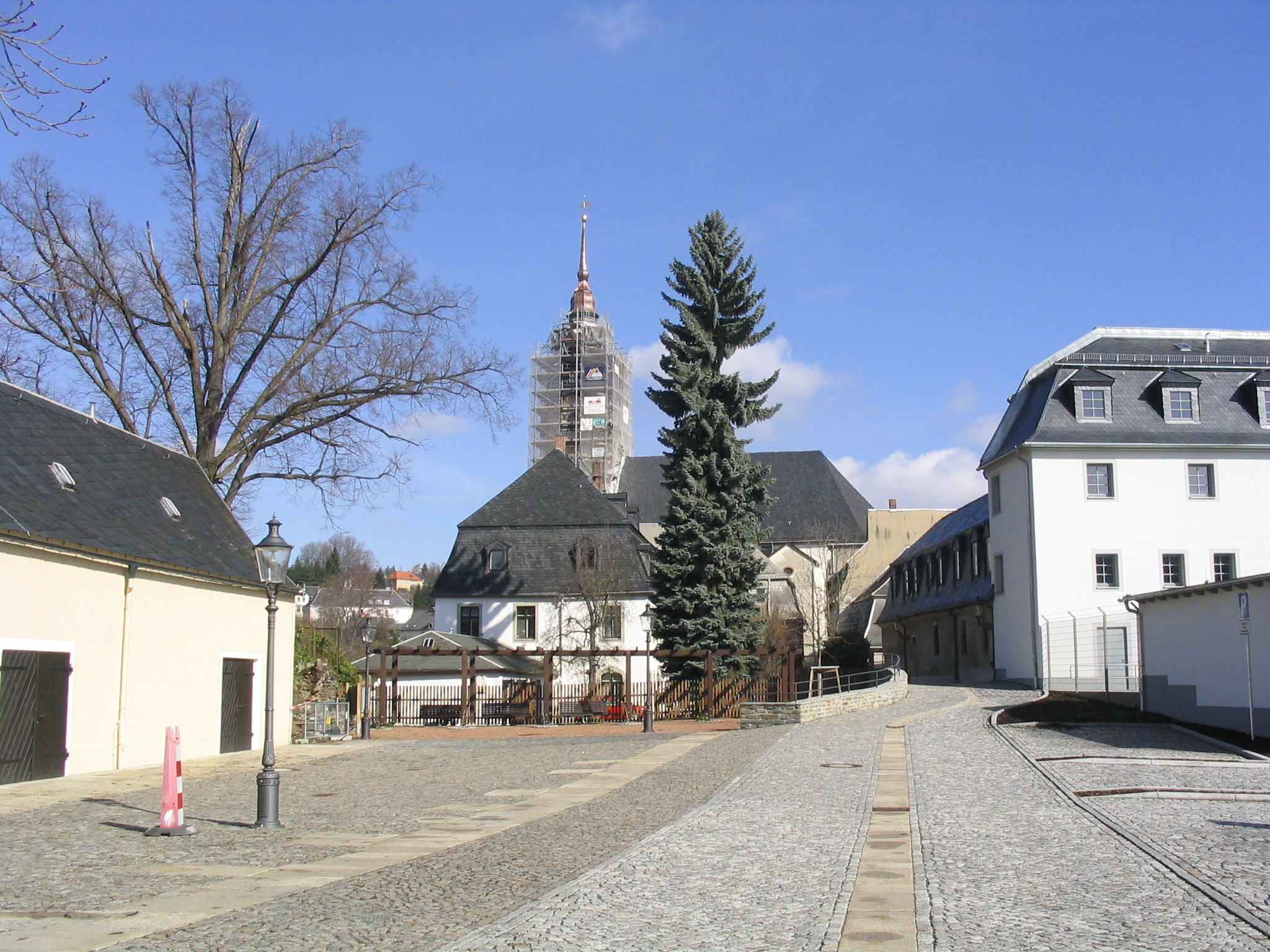
Вид на церкву із замку